# Sands of Time (film 1915)
Sands of Time è un cortometraggio muto del 1915 scritto e diretto da Colin Campbell

## Produzione
Il film fu prodotto dalla Selig Polyscope Company.

## Distribuzione
Distribuito dalla General Film Company, il film - un cortometraggio in tre bobine - uscì nelle sale cinematografiche statunitensi il 24 giugno 1915.